# Кулибали, Сену
Сену Кулибали (фр. Senou Coulibaly; род. 4 сентября 1994, Понтуаз) — малийский футболист, защитник клуба «Омония (Никосия)» и сборной Мали.

## Клубная карьера

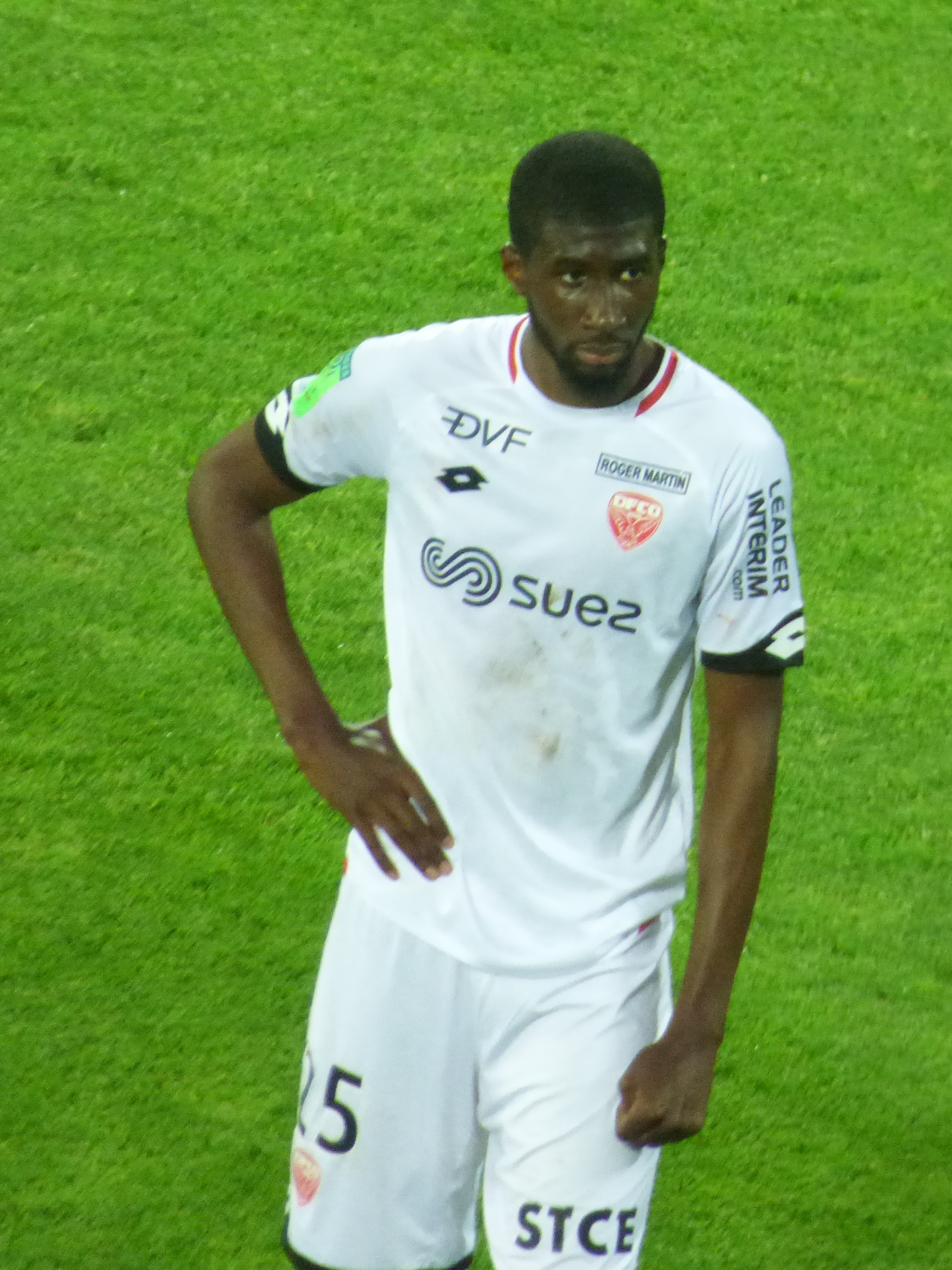
Кулибали в составе «Дижона»

Кулибали — воспитанник клуба «Серги-Понтуаз» из своего родного города. Летом 2017 года Сену подписал контракт с командой «Мант 78». 13 июня 2018 года Кулибали перешёл в «Дижон». 11 августа 2018 года в матче против «Монпелье» он дебютировал в Лиге 1. В этом же поединке Сену забил свой первый гол за «Дижон». В свой первый сезон на высшем уровне Кулибали сыграл мало из-за нехватки игрового времени (девять матчей в Лиге 1, включая пять в стартовом составе). В следующем сезоне, хотя ему так и не удалось зарекомендовать себя в стартовом составе (в частности, из-за неоднократных травм), 23 августа 2019 года он продлил контракт с клубом на три года. В свой третий сезон в элите он провёл в паре с Брюно Экюэлем Манга, хорошо выступил, но всё же не смог предотвратить вылет своей команды в Лигу 2. Хорошие выступления Кулибали вызвали интерес у нескольких французских клубов, а также и за пределами Франции (в частности, «Глазго Рейнджерс» и «Хаддерсфилд Таун»), но он остался в «Дижоне» и 19 октября 2021 года продлил свой контракт до 2024 года.

## Международная карьера
В июне 2019 года Кулибали впервые был вызван в сборную Мали тренером Мохамедом Магассубой, чтобы сыграть с Гвинеей и Чадом в рамках квалификации на Кубок Африки 2021, но его тренер в «Дижоне» Стефан Жобар сказал, что игрок не может играть из-за травмы.
11 июня 2021 года в товарищеском матче против сборной ДР Конго Кулибали дебютировал за сборную Мали. В 2022 году Кулибали принял участие в Кубке Африки 2021 в Камеруне. На турнире он был запасным и на поле не вышел.